# José Luis Rondo
José Luis Rondo dit Rondo, né le 19 mars 1976 à Palma de Majorque (Espagne), est un footballeur naturalisé équatoguinéen qui jouait initialement au poste d'ailier droit et est maintenant arrière droit.
Ses parents sont originaires de Guinée équatoriale, pays qu'il choisit de représenter au niveau international.